# Metroxylon sagu
Metroxylon sagu Sagopalm, är en enhjärtbladig växtart som beskrevs av Christen Friis Rottbøll. Metroxylon sagu ingår i släktet Metroxylon och familjen Arecaceae. Inga underarter finns listade i Catalogue of Life.

## Bildgalleri

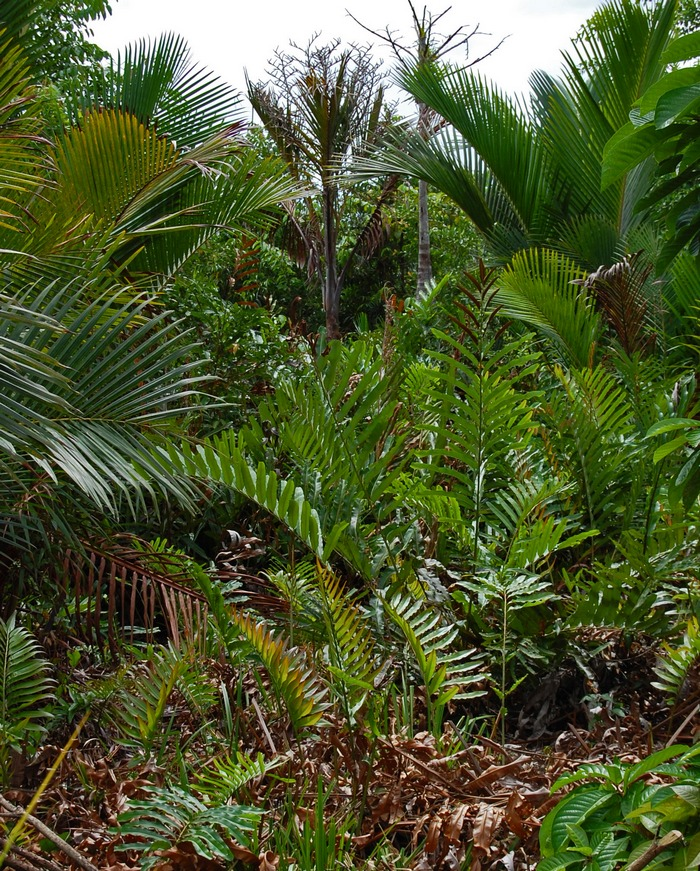
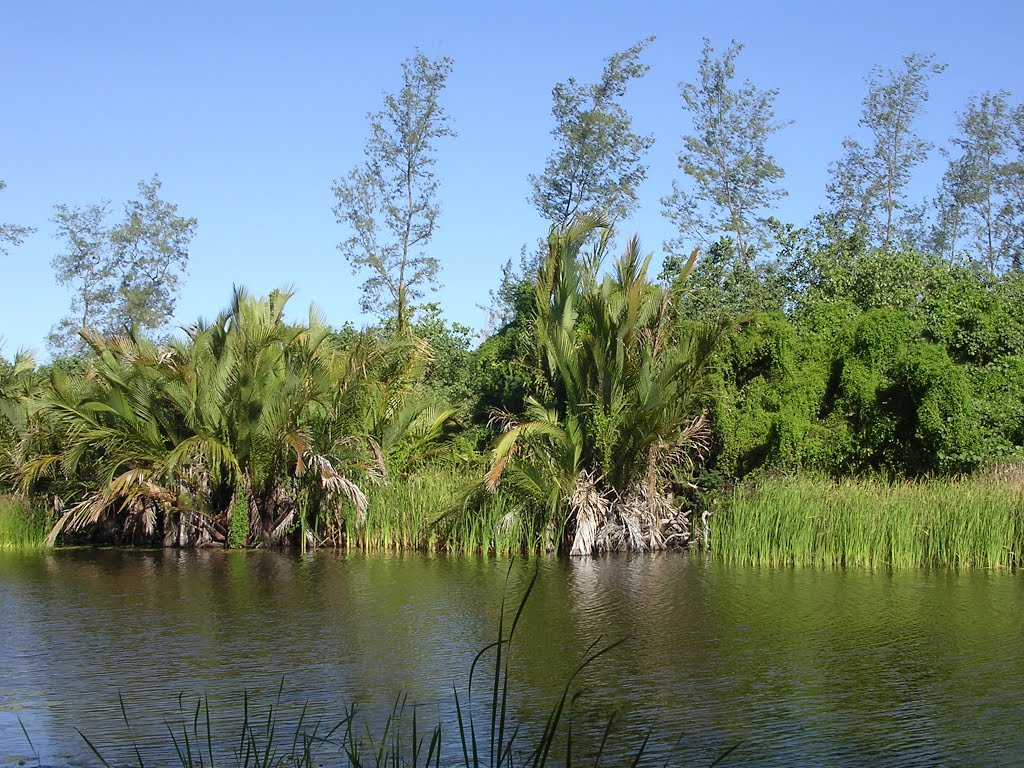
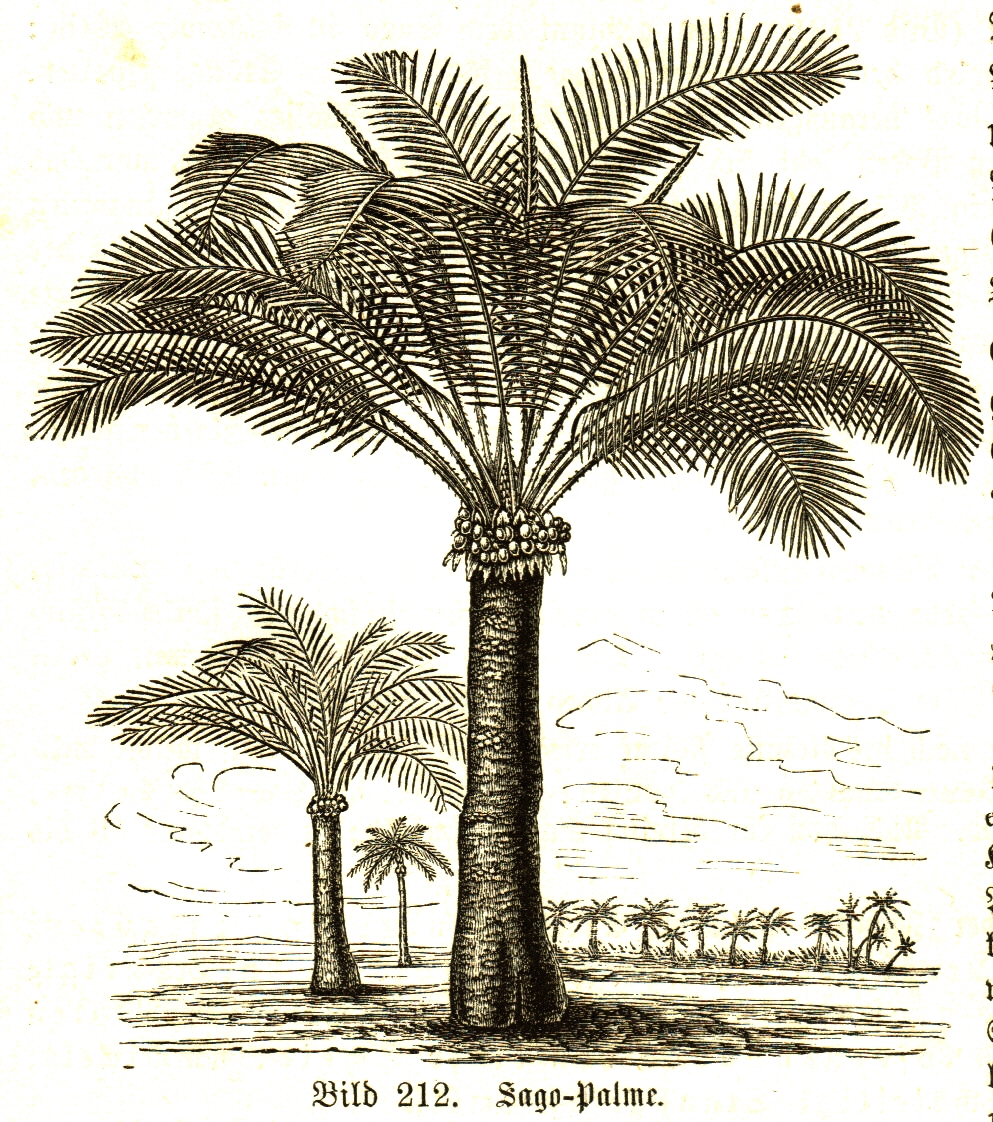
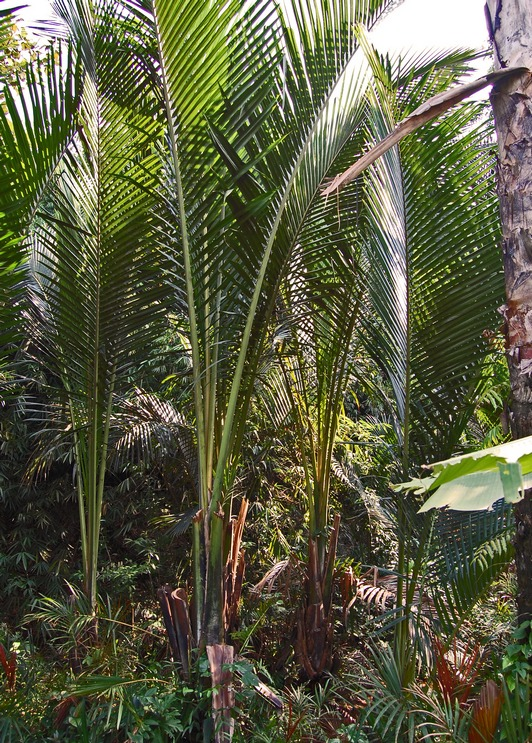
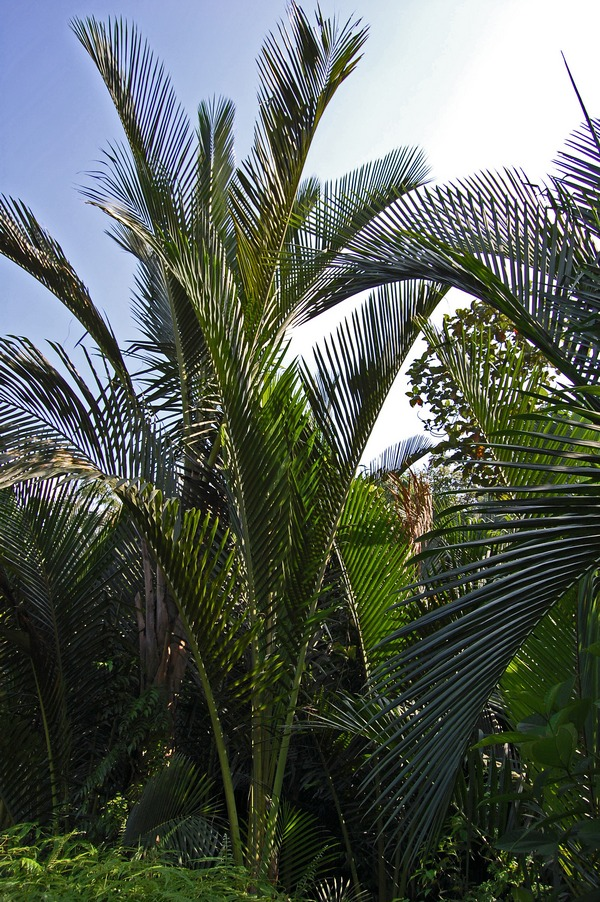
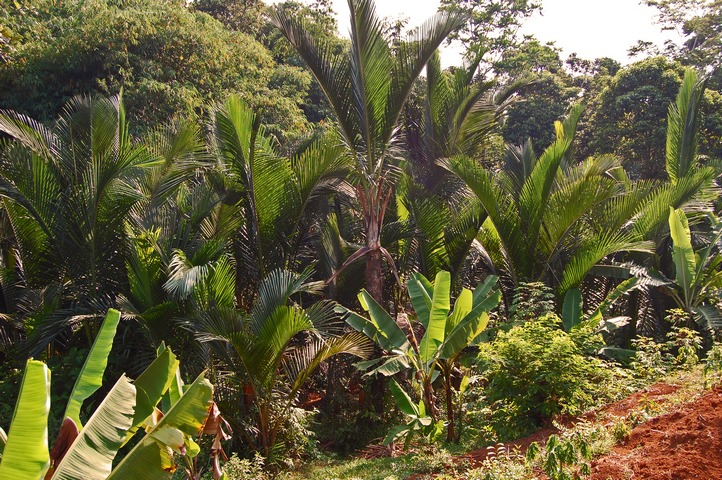